# Zygiella nearctica
Zygiella nearctica is een spinnensoort uit de familie van de Phonognathidae.
De wetenschappelijke naam van de soort werd in 1964 gepubliceerd door Willis John Gertsch.